# سكوت ماكالوم
سكوت ماكالوم هو سياسي أمريكي، ولد في 2 مايو 1950 في فوند دو لاك في الولايات المتحدة. نشط حزبياً في الحزب الجمهوري.

## مناصب
- انتخب الرئيس التنفيذي.
- انتخب عضو مجلس ولاية ويسكونسن ‏ (6 يناير 1977 – 5 يناير 1987).
- انتخب نائب حاكم ولاية ويسكونسن [الإنجليزية]‏ (5 يناير 1987 – 1 فبراير 2001).
- انتخب حاكم ولاية ويسكونسن [الإنجليزية]‏ (1 فبراير 2001 – 6 يناير 2003).